# 1823
Năm 1823 (MDCCCXXIII) là một năm thường bắt đầu vào ngày thứ tư trong lịch Gregory (hay một năm thường bắt đầu vào thứ hai, chậm hơn 12 ngày trong lịch Julius.

## Sự kiện trong năm 1823
- 3 tháng 2 – Semiramide của Gioachino Rossini được diễn lần đầu.
- 13 tháng 4 – Franz Liszt 11 tuổi đã biểu diễn hòa nhạc và sau đó được cá nhân Ludwig van Beethoven chúc mừng.

## Sinh
- 8 tháng 3 – Nguyễn Phúc Miên Tích, tước phong Trấn Man Quận công, hoàng tử con vua Minh Mạng nhà Nguyễn (m. 1866).
- 25 tháng 4 – Abdul Mejid I
- 25 tháng 9 – Nguyễn Phúc Gia Trinh, phong hiệu Mậu Hòa Công chúa, công chúa con vua Minh Mạng (m. 1885).
- 2 tháng 11 – Anton Wilhelm Karl von L’Estocq
- 22 tháng 12 – Jean-Henri Fabre
- 27 tháng 12 – Nguyễn Phúc Gia Tiết, phong hiệu Mỹ Ninh Công chúa, công chúa con vua Minh Mạng (m. 1841).
- Không rõ – Adelgunde Auguste của Bayern
- Không rõ – Nguyễn Đức Đạt
- Không rõ – Lý Hồng Chương